# Kawanishi
Kawanishi (jap. 川西市, -shi) ist eine Stadt in der Präfektur Hyōgo in Japan.

## Übersicht
Kawanishi liegt am nördlichen Rand der Ebene von Osaka, etwa 15 km von Osaka und wenige Kilometer von dessen Flughafen Itami entfernt. Das Stadtgebiet Kawanishis umfasst den südlichen Teil des Tals des kleineren Flusses Inagawa.
Kawanishi entwickelte sich als Zentrum für Land- und Flusstransport. Örtliche Produktion umfasst Lederwaren und „Yūsen some“ (有線染め), ein Färbemittel für Kleidung. Zu modernen Produkten gehören Präzisionsmaschinen. Der Ort entwickelt sich zu einer Vorstadt für Osaka. 

## Verkehr
- Straße
  - Chūgoku-Autobahn
  - Nationalstraße 173, 176, 477
- Zug
  - JR Fukuchiyama-Linie
  - Hankyū Takarazuka-Hauptlinie

## Persönlichkeiten
- Hiroto Goya (* 1994), Fußballspieler
- Takuto Haraguchi (* 1992), Fußballspieler
- Naoki Ogawa (* 1995), Fußballspieler